# Небесният покровител на България
„Небесният покровител на България“ е български документален филм, проследяващ митарствата на мощите на светеца Йоан Рилски и разкриващ неговия живот, деянията му и огромното място, което той има в съзнанието на българския народ и в православния свят. Режисьор на филма е Иван Трайков, а сценаристи – Аксиния Джурова и Владимир Игнатовски.
Голяма част от филма е заснета по местата, където се е родил и подвизавал пустинникът – село Скрино, Руенската планина, долината на река Струма, подножието на Рила, но основното местонахождение на действието е в дебрите на Рилската пустиня и в основания от светеца Рилски манастир. Проследявайки съдбата на мощите след успението на светеца, разказът се отправя към град Средец и старата столица на Унгария – град Естергом. Накрая филмът завършва в манастира Владичицата на ангелите в планината Кехровуни на един Цикладски острови – Тинос в Гърция, където днес се намира пречестната десница на Свети Иван Рилски.
Видни учени и духовни лица от България, Унгария и Гърция разказват за един от най-популярните сред всички православни народи български светец. Специално внимание е отделено на завета на светеца, актуален и до днешни дни.